# Făgădău, Florești
Făgădău este un sat din cadrul comunei Văscăuți din raionul Florești Republica Moldova.

## Demografie
Conform recensământului populației din 2004, satul Făgădău avea 64 locuitori: 36 de moldoveni/români, 23 de ucraineni și 5 ruși.